# Campionati del mondo di atletica leggera 1987 - 100 metri piani maschili
La gara dei 100 metri piani maschili dei Campionati del mondo di atletica leggera 1987 si è svolta tra il 29 e il 30 agosto.

## Podio
| Pos.    | Atleta           | Nazionalità | Tempo |
| ------- | ---------------- | ----------- | ----- |
| Oro     | Carl Lewis       | Stati Uniti | 9"93  |
| Argento | Raymond Stewart  | Giamaica    | 10"08 |
| Bronzo  | Linford Christie | Regno Unito | 10"14 |

## Situazione pre-gara

### Record
Prima di questa competizione, il record del mondo (RM) e il record dei campionati (RC) erano i seguenti:
| Record                | Prestazione | Atleta                   | Data                                        | Competizione  |
| --------------------- | ----------- | ------------------------ | ------------------------------------------- | ------------- |
| Record mondiale       | 9"93        | Calvin Smith Stati Uniti | 3 luglio 1983 Colorado Springs, Stati Uniti |               |
| Record dei campionati | 10"07       | Carl Lewis Stati Uniti   | 8 agosto 1983 Helsinki, Finlandia           | Mondiali 1983 |

### Campioni in carica
I campioni in carica a livello olimpico e mondiale erano:
| Campione | Atleta                 | Prestazione | Data                                   | Competizione         |
| -------- | ---------------------- | ----------- | -------------------------------------- | -------------------- |
| Olimpico | Carl Lewis Stati Uniti | 9"99        | 4 agosto 1984 Los Angeles, Stati Uniti | Giochi olimpici 1984 |
| Mondiale | Carl Lewis Stati Uniti | 10"07       | 8 agosto 1983 Helsinki, Finlandia      | Mondiali 1983        |

### La stagione
Prima di questa gara, gli atleti con le migliori tre prestazioni dell'anno erano:
| Pos. | Atleta                       | Prestazione  | Data                                 |
| ---- | ---------------------------- | ------------ | ------------------------------------ |
| 1    | Linford Christie Regno Unito | 10"03 (+1,7) | 06 luglio 1987 Budapest, Ungheria    |
| 2    | Mark Witherspoon Stati Uniti | 10"04 (+1,8) | 27 giugno 1987 San Jose, Stati Uniti |
| 3    | Carl Lewis Stati Uniti       | 10"05 (+1,8) | 27 giugno 1987 San Jose, Stati Uniti |

## Risultati[3][4][5]

### Turni eliminatori
| 7 Batterie         | 29 agosto | 56 iscritti   | Si qualificano i primi 4 (Q) + i 4 migliori tempi (q). |
| 4 Quarti di finale | 29 agosto | 8 + 8 + 8 + 8 | Si qualificano i primi 3 (Q) + i 4 migliori tempi (q). |
| 2 Semifinali       | 30 agosto | 8 + 8         | Si qualificano i primi 4 (Q).                          |
| Finale             | 30 agosto | 8 concorrenti |                                                        |

### Batterie
Sabato 29 agosto 1987
| Pos. | Atleta            | Nazione             | Tempo | Note |
| ---- | ----------------- | ------------------- | ----- | ---- |
| 1    | Raymond Stewart   | Giamaica            | 10"23 | Q    |
| 2    | Ronald Desruelles | Belgio              | 10"39 | Q    |
| 3    | Mike McFarlane    | Regno Unito         | 10"39 | Q    |
| 4    | Cheng Hsin-fu     | Taipei cinese       | 10"41 | Q    |
| 5    | Mark Witherspoon  | Stati Uniti         | 10"65 |      |
| 6    | Leandro Peñalver  | Cuba                | 10"65 |      |
| 7    | Earl Hazel        | Saint Kitts e Nevis | 10"96 |      |
| 8    | Robert Loua       | Guinea              | 10"96 |      |

- Vento (m/s) = +1,79

| Pos. | Atleta                | Nazione          | Tempo | Note |
| ---- | --------------------- | ---------------- | ----- | ---- |
| 1    | Max Morinière         | Francia          | 10"29 | Q    |
| 2    | Aleksandr Yevghenyev  | Unione Sovietica | 10"33 | Q    |
| 3    | Andrés Simón          | Cuba             | 10"34 | Q    |
| 4    | Lee McRae             | Stati Uniti      | 10"34 | Q    |
| 5    | Christian Haas        | Germania Ovest   | 10"39 | q    |
| 6    | Issa Allassane        | Benin            | 10"68 |      |
| 7    | Hanna Ziad            | Libano           | 11"04 |      |
| 8    | Eid Ismail Amawi Mohd | Palestina        | 11"56 |      |

- Vento (m/s) = +1,22

| Pos. | Atleta             | Nazione          | Tempo | Note |
| ---- | ------------------ | ---------------- | ----- | ---- |
| 1    | Robson da Silva    | Brasile          | 10"42 | Q    |
| 2    | Achmed de Kom      | Paesi Bassi      | 10"49 | Q    |
| 3    | Vladimir Muravyev  | Unione Sovietica | 10"53 | Q    |
| 4    | Harouna Pale       | Burkina Faso     | 10"68 | Q    |
| 5    | Theophile Nkounkou | Rep. del Congo   | 10"89 |      |
| 6    | Ali Youssouf       | Comore           | dns   |      |
| 7    | Greg Barnes        | Costa d'Avorio   | dns   |      |
| 8    | Allan Wells        | Regno Unito      | dns   |      |

- Vento (m/s) = +0,38

| Pos. | Atleta               | Nazione          | Tempo | Note |
| ---- | -------------------- | ---------------- | ----- | ---- |
| 1    | Pierfrancesco Pavoni | Italia           | 10"24 | Q    |
| 2    | Viktor Bryzgin       | Unione Sovietica | 10"25 | Q    |
| 3    | Linford Christie     | Regno Unito      | 10"29 | Q    |
| 4    | Hiroki Fuwa          | Giappone         | 10"43 | Q    |
| 5    | Tao Li               | Cina             | 10"52 |      |
| 6    | Julien Thode         | Antille Olandesi | 10"69 |      |
| 7    | Oscar Fernandez      | Perù             | 11"04 |      |
| 8    | Alan Zammit          | Malta            | 11"32 |      |

- Vento (m/s) = +1,58

| Pos. | Atleta               | Nazione        | Tempo | Note |
| ---- | -------------------- | -------------- | ----- | ---- |
| 1    | Ben Johnson          | Canada         | 10"24 | dq   |
| 2    | Andrew Smith         | Giamaica       | 10"39 | Q    |
| 3    | Javier Arques        | Spagna         | 10"41 | Q    |
| 4    | Charles Louis Seck   | Senegal        | 10"43 | Q    |
| 5    | Patrick Nwankwo      | Nigeria        | 10"43 | q    |
| 6    | Mustapha Kamel Selmi | Algeria        | 10"48 | q    |
| 7    | Rodney Cox           | Turks e Caicos | 11"18 |      |
| 8    | Gilbert Bessi        | Monaco         | 11"77 |      |

- Vento (m/s) = -0,52

| Pos. | Atleta            | Nazione        | Tempo | Note |
| ---- | ----------------- | -------------- | ----- | ---- |
| 1    | Carl Lewis        | Stati Uniti    | 10"05 | Q    |
| 2    | Attila Kovács     | Ungheria       | 10"26 | Q    |
| 3    | Valentin Atanasov | Bulgaria       | 10"39 | Q    |
| 4    | Ricardo Chacon    | Cuba           | 10"43 | Q    |
| 5    | Dirk Schweisfurth | Germania Ovest | 10"50 |      |
| 6    | Arnaldo Abrantes  | Portogallo     | 10"64 |      |
| 7    | Rick Hiram        | Nauru          | 11"37 |      |
| 8    | Trevor Davis      | Anguilla       | dns   |      |

- Vento (m/s) = +1,43

| Pos. | Atleta                | Nazione            | Tempo | Note |
| ---- | --------------------- | ------------------ | ----- | ---- |
| 1    | Chidi Imoh            | Nigeria            | 10"22 | Q    |
| 2    | Andreas Berger        | Austria            | 10"22 | Q    |
| 3    | Desai Williams        | Canada             | 10"30 | Q    |
| 4    | Eric Akogyiram        | Ghana              | 10"37 | Q    |
| 5    | Bonfim Jailto         | Brasile            | 10"41 | q    |
| 6    | Jerry Jeremiah        | Vanuatu            | 10"81 |      |
| 7    | Ismail Mohamed Waheed | Maldive            | 11"48 |      |
| 8    | Takale Tuna           | Papua Nuova Guinea | dns   |      |

- Vento (m/s) = +2,48

### Quarti di finale
Sabato 29 agosto 1987
| Pos. | Atleta            | Nazione          | Tempo | Note |
| ---- | ----------------- | ---------------- | ----- | ---- |
| 1    | Carl Lewis        | Stati Uniti      | 10"38 | Q    |
| 2    | Linford Christie  | Regno Unito      | 10"40 | Q    |
| 3    | Attila Kovács     | Ungheria         | 10"52 | Q    |
| 4    | Robson da Silva   | Brasile          | 10"53 |      |
| 5    | Christian Haas    | Germania Ovest   | 10"65 |      |
| 6    | Ronald Desruelles | Belgio           | 10"65 |      |
| 7    | Ricardo Chacon    | Cuba             | 10"70 |      |
| 8    | Vladimir Muravyev | Unione Sovietica | 10"80 |      |

- Vento (m/s) = -2,97

| Pos. | Atleta             | Nazione          | Tempo | Note |
| ---- | ------------------ | ---------------- | ----- | ---- |
| 1    | Viktor Bryzgin     | Unione Sovietica | 10"29 | Q    |
| 2    | Andreas Berger     | Austria          | 10"35 | Q    |
| 3    | Mike McFarlane     | Regno Unito      | 10"35 | Q    |
| 4    | Max Morinière      | Francia          | 10"39 |      |
| 5    | Charles Louis Seck | Senegal          | 10"43 |      |
| 6    | Desai Williams     | Canada           | 10"43 |      |
| 7    | Cheng Hsin-fu      | Taipei cinese    | 10"53 |      |
| 8    | Harouna Pale       | Burkina Faso     | 10"67 |      |

- Vento (m/s) = -1,53

| Pos. | Atleta               | Nazione     | Tempo | Note |
| ---- | -------------------- | ----------- | ----- | ---- |
| 1    | Chidi Imoh           | Nigeria     | 10"20 | Q    |
| 2    | Lee McRae            | Stati Uniti | 10"21 | Q    |
| 3    | Pierfrancesco Pavoni | Italia      | 10"28 | Q    |
| 4    | Eric Akogyiram       | Ghana       | 10"31 | q    |
| 5    | Valentin Atanasov    | Bulgaria    | 10"37 | q    |
| 6    | Hiroki Fuwa          | Giappone    | 10"38 |      |
| 7    | Achmed de Kom        | Paesi Bassi | 10"45 |      |
| 8    | Bonfim Jailto        | Brasile     | 10"48 |      |

- Vento (m/s) = -0,19

| Pos. | Atleta               | Nazione          | Tempo | Note |
| ---- | -------------------- | ---------------- | ----- | ---- |
| 1    | Raymond Stewart      | Giamaica         | 10"14 | Q    |
| 2    | Ben Johnson          | Canada           | 10"14 | dq   |
| 3    | Andrés Simón         | Cuba             | 10"23 | Q    |
| 4    | Aleksandr Yevghenyev | Unione Sovietica | 10"37 | q    |
| 5    | Andrew Smith         | Giamaica         | 10"37 | q    |
| 6    | Javier Arques        | Spagna           | 10"46 |      |
| 7    | Mustapha Kamel Selmi | Algeria          | 10"48 |      |
| 8    | Patrick Nwankwo      | Nigeria          | 10"49 |      |

- Vento (m/s) = -0,44

### Semifinali
Domenica 30 agosto 1987
| Pos. | Atleta               | Nazione          | Tempo | Note |
| ---- | -------------------- | ---------------- | ----- | ---- |
| 1    | Ben Johnson          | Canada           | 10"15 | dq   |
| 2    | Linford Christie     | Regno Unito      | 10"25 | Q    |
| 3    | Pierfrancesco Pavoni | Italia           | 10"33 | Q    |
| 4    | Lee McRae            | Stati Uniti      | 10"37 | Q    |
| 5    | Andreas Berger       | Austria          | 10"37 |      |
| 6    | Eric Akogyiram       | Ghana            | 10"40 |      |
| 7    | Andrew Smith         | Giamaica         | 10"41 |      |
| 8    | Aleksandr Yevghenyev | Unione Sovietica | 10"51 |      |

- Vento (m/s) = -0,38

| Pos. | Atleta            | Nazione          | Tempo | Note |
| ---- | ----------------- | ---------------- | ----- | ---- |
| 1    | Carl Lewis        | Stati Uniti      | 10"03 | Q    |
| 2    | Raymond Stewart   | Giamaica         | 10"12 | Q    |
| 3    | Attila Kovács     | Ungheria         | 10"22 | Q    |
| 4    | Viktor Bryzgin    | Unione Sovietica | 10"23 | Q    |
| 5    | Andrés Simón      | Cuba             | 10"24 |      |
| 6    | Chidi Imoh        | Nigeria          | 10"29 |      |
| 7    | Mike McFarlane    | Regno Unito      | 10"38 |      |
| 8    | Valentin Atanasov | Bulgaria         | 10"53 |      |

- Vento (m/s) = -1,35

### Finale
Domenica 30 agosto 1987
| Pos.    | Corsia | Atleta               | Età | Nazione          | Tempo | Nota |
| ------- | ------ | -------------------- | --- | ---------------- | ----- | ---- |
| Oro     | 6      | Carl Lewis           | 26  | Stati Uniti      | 9"93  | =    |
| Argento | 3      | Raymond Stewart      | 22  | Giamaica         | 10"08 |      |
| Bronzo  | 8      | Linford Christie     | 27  | Regno Unito      | 10"14 |      |
| 4       | 4      | Attila Kovács        | 26  | Ungheria         | 10"20 |      |
| 5       | 1      | Viktor Bryzgin       | 25  | Unione Sovietica | 10"25 |      |
| 6       | 7      | Lee McRae            | 21  | Stati Uniti      | 10"34 |      |
| 7       | 2      | Pierfrancesco Pavoni | 24  | Italia           | 16"23 |      |
| dq      | 5      | Ben Johnson          | 25  | Canada           | 9"83  | dq   |

- Vento (m/s) = +0,95